# 北のカナリアたち

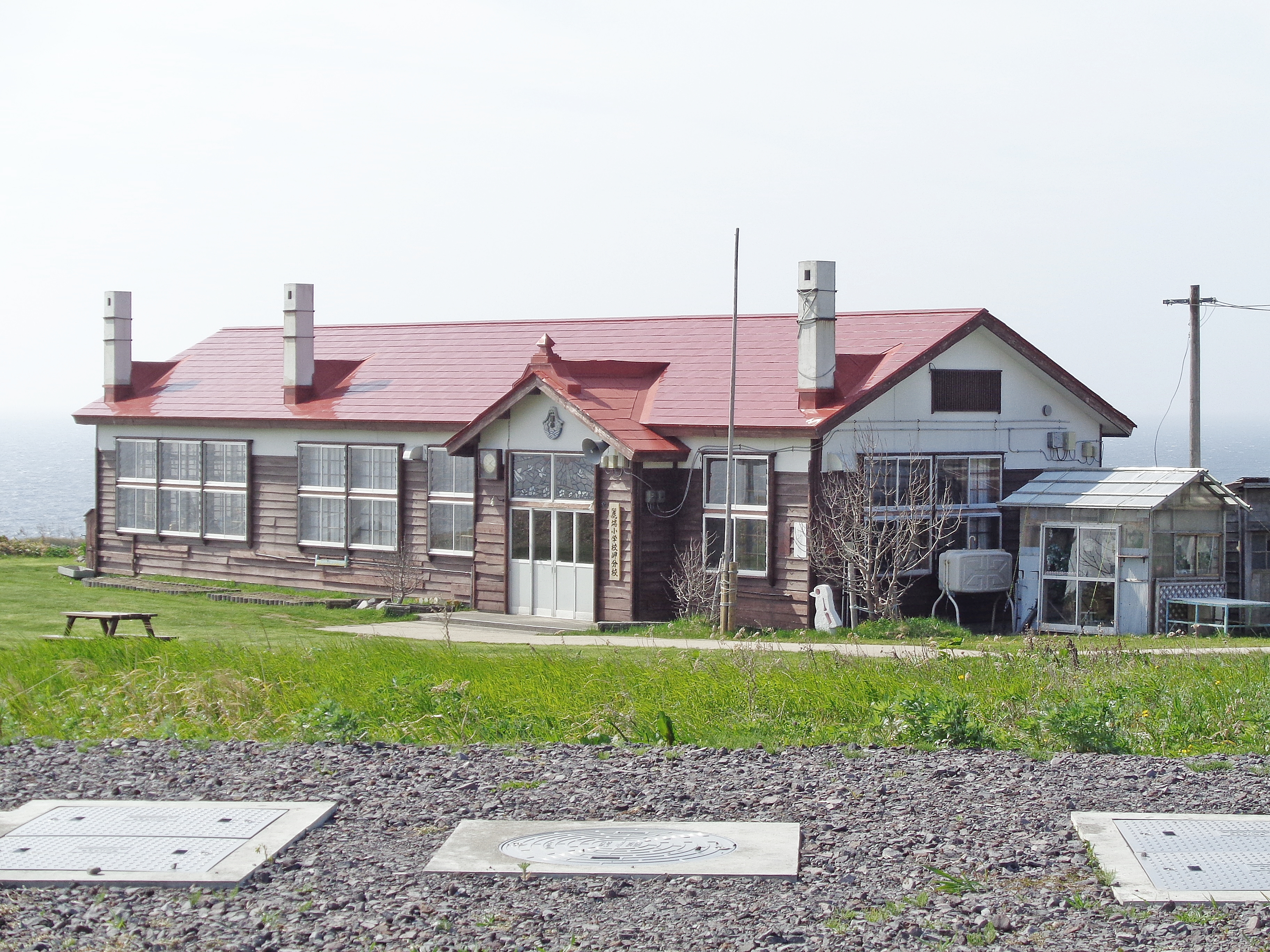
撮影のために建設された麗端小学校岬分校（礼文町香深村字フンベネフ）

『北のカナリアたち』（きたのカナリアたち）は、2012年製作の日本映画。

## 概要
東映創立60周年記念作品。湊かなえ原作の短編集『往復書簡』に所収された「二十年後の宿題」を原案としている。監督は阪本順治。吉永小百合の116本目の出演作品である。行定勲の「北の零年」（2005年）、滝田洋二郎監督の「北の桜守」（2018年）と本作はいずれも北海道を舞台にした吉永主演の映画であることから、「北の三部作」と呼ばれる。
撮影は2011年12月1日にクランクイン、札幌、稚内、サロベツ、利尻島、礼文島において約2カ月にわたり冬パートの撮影が行われ、利尻島、礼文島での撮影は記録的な吹雪に遭遇するなど自然の猛威にさらされた。2012年7月1日より利尻島、礼文島で夏パートの撮影を再開、7月18日の礼文島での撮影を最後にクランクアップした。小学校の撮影には既存の分校を撮影に使う案もあったが、平屋の木造校舎というイメージに合う建物が見つからなかった。木村大作は島の自然を捉えることにこだわり、利尻富士の見える候補地にセットを作ることを進言した。このセットは撮影後も保存され、2013年7月27日に「北のカナリアパーク」として一般公開された。
2012年11月3日に全国330スクリーンで公開され、11月3、4日の初日2日間で興収1億8,039万1,800円、動員16万4,924人になり映画観客動員ランキング（興行通信社調べ）で初登場第2位となった。
第36回日本アカデミー賞 では、最多タイとなる12部門で優秀賞を受賞、うち3部門で最優秀賞を受賞した。その他の受賞については受賞歴を参照。
2013年12月15日、テレビ朝日系列の『日曜洋画劇場』枠において、地上波初放送された。

## あらすじ
北海道の最北端の離島で分校の小学校教師を務める川島はるは、鈴木信人、酒井真奈美、生島直樹、安藤結花、藤本七重、松田勇の6人の教え子に歌の才能を見出し、合唱を指導する事によって交流を深めていった。
しかし、ある夏の日、はるが生徒たちと行ったバーベキューで悲しい事故が起き、はるは夫の行夫を失い、子供たちは心に深い傷を負ってしまう。はるは6人の教え子を残し、後ろ髪を引かれる思いで島を去った。
20年後、東京で働くはるのもとに思わぬ知らせが飛び込んで来る。6人の教え子の1人、鈴木信人がある事件を起こしたというのだ。
はるは島に再び足を踏み入れる事を決意する。

## 登場人物
- 川島はる：吉永小百合　- 図書館司書。礼文島で小学校教諭をしていたがある出来事がきっかけとなり離職し離島する。
- 鈴木信人：森山未來（小学生時代：小笠原弘晃）- 中学を出たのちとび職となる。吃音がある。
- 戸田（旧姓・酒井）真奈美：満島ひかり（小学生時代：渡辺真帆）- サロベツ湿原センターで自然研究員をしている。
- 生島直樹：勝地涼（小学生時代：相良飛鷹）- 札幌の大学を卒業した後現在の会社へ勤めるも倒産。同僚とウラジオストックで起業しようとしている。
- 安藤結花：宮﨑あおい（小学生時代：飯田汐音）- 札幌の短大を卒業した後幼稚園の先生になっている。
- 藤本七重：小池栄子（小学生時代：佐藤純美音）- 稚内の造船所で溶接工をしている。
- 松田勇：松田龍平（小学生時代：菊池銀河）- 警察官となり礼文島へ赴任する。
- 川島行夫：柴田恭兵　- 大学教員で礼文島で研究を続けている。
- 阿部英輔：仲村トオル　- 警察官。ある事件がきっかけでうつ病となり礼文島へ異動となるが退職。現在では海外で地雷除去の仕事をしている。
- 堀田久：里見浩太朗　- はるの父親で礼文町の助役。
- 信人の婚約者：高橋かおり　- 交通事故死。
- 真奈美の夫：駿河太郎
- 信人の祖父：福本清三
- 結花の母：藤谷文子
- 勇の父：伊藤洋三郎
- 図書館職員：塩見三省
- 中田社長：菅田俊
- 奥村刑事：石橋蓮司　- 松田の上司で今年定年退職となる。

6人の小学生時代を演じる子役は、約3100名の中からオーディションで選ばれた。

## スタッフ
- 監督：阪本順治
- 脚本：那須真知子
- 原案：湊かなえ「二十年後の宿題」より（『往復書簡』所収・幻冬舎刊）
- 企画：黒澤満
- ゼネラル・プロデューサー：白倉伸一郎、平城隆司、杉田勝彦、山本晋也、松田陽三
- プロデューサー：國松達也、服部紹男
- 音楽：川井郁子
- 編曲・音楽監督：安川午朗
- メインテーマアレンジ：萩森英明
- 合唱指導：中谷しの、水野亜歴、加藤亜祐美、大熊夏織、後田翔平
- 音楽プロデューサー：津島玄一
- 撮影：木村大作
- 美術：原田満生
- 照明：杉本崇
- 録音：志満順一
- 編集：普嶋信一
- スクリプター：今村治子
- 音響効果：佐々木英世
- 撮影補：坂上宗義
- キャスティング：杉野剛
- 助監督：小野寺昭洋
- 製作担当：福井一夫
- ラインプロデューサー：望月政雄、樫崎秀明
- アソシエイト・プロデューサー：高橋一平
- タイアップ担当：冨永理生子
- 宣伝プロデューサー：増田祥一
- 技斗：二家本辰巳
- カースタント：カースタントTAKA
- 操演：スプリーム・エフェクト
- 水中撮影：さのてつろう、松戸浩之
- 山岳指導：多賀谷治
- ポスターイラスト（カナリア）齋藤壽
- 現像：東映ラボ・テック
- VFX・CG：日本エフェクトセンター、デジタルメディアラボ、エムソフト、foton
- ロケーション協力：稚内市、利尻富士町、利尻町、礼文町、豊富町、藤建設、海上保安庁、第一管区海上保安本部、稚内海上保安部、北海道ロケーション連絡室、稚内市ロケ支援協議会、利尻富士町ロケ支援の会、利尻町ロケ支援協議会、礼文島ロケ支援協議会、福生ロケーションサービス　ほか
- 特別協力：ANA
- 協賛：ニトリ
- 宣伝協力：InterFM、シャープ、JR東日本
- 製作者：岡田裕介、早河洋、木下直哉、戸田裕一、大森壽郎、塚本勲、脇阪聰史、荒木高伸、吉村和文、富木田道臣、ジャスパー・チャン、樋泉実、木村伊量、見城徹、古屋文明、村田正敏、武内健二
- 助成：文化芸術振興費補助金
- 製作プロダクション：セントラル・アーツ
- 製作：「北のカナリアたち」製作委員会（東映、テレビ朝日、木下グループ、博報堂、博報堂DYメディアパートナーズ、加賀電子、朝日放送、セントラル・アーツ、メ〜テレ、イノベーションデザイン、TOKYO FM、アマゾン ジャパン、北海道テレビ放送、朝日新聞社、読売新聞社、幻冬舎、日本出版販売、東映ビデオ、北海道新聞社、九州朝日放送、東日本放送、新潟テレビ21、静岡朝日テレビ、広島ホームテレビ、愛媛朝日テレビ、瀬戸内海放送）
- 配給：東映

## 受賞歴
第36回日本アカデミー賞では、最多タイとなる12部門で優秀賞を受賞、うち3部門で最優秀賞を受賞した。
作品賞
- 第36回日本アカデミー賞 優秀作品賞

阪本順治
- 第36回日本アカデミー賞 優秀監督賞

吉永小百合
- 第36回日本アカデミー賞 優秀主演女優賞
- 第37回報知映画賞 主演女優賞
- 第25回日刊スポーツ映画大賞・石原裕次郎賞 主演女優賞
- 第36回山路ふみ子映画賞 山路ふみ子女優賞

森山未來
- 第36回日本アカデミー賞 優秀助演男優賞
- 第37回報知映画賞 助演男優賞（『ALWAYS 三丁目の夕日'64』を含む）
- 第25回日刊スポーツ映画大賞 助演男優賞
- 2013年度エランドール賞 新人賞（『苦役列車』『贖罪』『ALWAYS 三丁目の夕日'64』他を含む）
- 2012年全国映連賞 男優賞（『苦役列車』を含む）

満島ひかり
- 第36回日本アカデミー賞 優秀助演女優賞

スタッフ
- 第36回日本アカデミー賞
  - 最優秀賞
    - 最優秀音楽賞 - 川井郁子
    - 最優秀撮影賞 - 木村大作
    - 最優秀照明賞 - 杉本崇

  - 優秀賞
    - 優秀脚本賞 - 那須真知子
    - 優秀美術賞 - 原田満生
    - 優秀録音賞 - 志満順一
    - 優秀編集賞 - 普嶋信一

- 第67回毎日映画コンクール 録音賞 - 志満順一

## 漫画
映画のコミカライズ版として単行本化された。
- 山田雨月・作画、那須真知子・漫画原作、湊かなえ・原案『北のカナリアたち［コミック版］』幻冬舎コミックス〈バーズコミックス スペシャル〉全1巻
  - 2012年10月24日発売[12]、ISBN 978-4-344-82631-1

## テレビ放送
| 回数 | テレビ局   | 番組名（放送枠名）      | 放送日         | 放送時間      | 放送分数 | 視聴率 | 備考                                                                                     |
| ---- | ---------- | ----------------------- | -------------- | ------------- | -------- | ------ | ---------------------------------------------------------------------------------------- |
| 1    | テレビ朝日 | 日曜洋画劇場            | 2013年12月15日 | 21:00 - 23:24 | 144分    | 9.8%   |                                                                                          |
| ２   | テレビ朝日 | スペシャルサタデー第2部 | 2018年3月3日   | 12:00 - 14:30 | 150分    | 3.3%   | 吉永小百合・北の三部作最終章（「北の桜守」）公開記念として放送。放送は地域によって違う。 |

- 視聴率はビデオリサーチ調べ、関東地区・世帯・リアルタイム。